# Pompée Valentin Vastey
Pompée Valentin Vastey (1781 - 1820), o Pompée Valentin, barón de Vastey, fue un escritor, educador y político haitiano.

## Biografía
Vastey era lo que la gente en ese momento llamaba un "mulato", porque nació de un padre francés blanco y una madre haitiana negra. Se desempeñó como secretario del rey Henri Christophe y tutor de su hijo, Victor Henri, junto con quien fue asesinado en octubre de 1820 en la revolución que puso fin al Reino de Haití.
Es conocido por sus ensayos sobre la historia y las circunstancias contemporáneas de Haití.

## Trabajos seleccionados
- Le Système Colonial Dévoilé (1814)
- Notes à M. le Baron de VP Malouet ... en réfutation du 4ème volume de son ouvrage, intitulé: Collection de mémoires sur les colonies, et particulièrement sur Saint-Domingue (1814)
- Le Cri de la Patrie, ou Les intérêts de tous les Haytiens (1815)
- Le Cri de la Conscience, ou Réponse à un écrit, imprimé au Port-au-Prince, intitulé: Le peuple de la République d'Hayti, à Messieurs Vastey et Limonade (1815)
- Réflexions adressées aux Haïtiens de partie de l'Ouest et du Sud sur l'horrible assassinat du Général Delvare ... (1816)
- Réflexions sur une lettre de Mazères : ex-colon français, adressée à MJCL Sismonde de Sismondi, sur les noirs et les blancs, la civilization de l'Afrique, le royaume d'Hayti, etc. (Reflexiones sobre Negros y Blancos: Observaciones sobre una carta dirigida por M. Mazères, un ex-colono francés, a JCL Sismonde de Sismondi ), (1816)
- Réflexions Politiques sur quelques Ouvrages et Journaux Français Concernant Haïti (Comentarios políticos sobre ciertas publicaciones y diarios franceses sobre Haití ), 1817
- Essai sur les Causes de la Révolution et des Guerres Civiles en Haïti (Ensayo sobre las causas de la revolución y las guerras civiles de Haití ), 1819